# Моран-Солније AC
Моран-Солније AC (фр. Morane-Saulnier Type AC) је француски ловачки авион. Први лет авиона је извршен 1916. године. 

Највећа брзина у хоризонталном лету је износила 179 km/h. Размах крила је био 9,81 метара а дужина 7,04 метара. Маса празног авиона је износила 434 килограма а нормална полетна маса 657 килограма. Био је наоружан једним митраљезом калибра 7,7 милиметара Викерс.

## Наоружање
| Наоружање авиона: Моран-Солније |     |
| Ватрено (стрељачко) наоружање   |     |
| Топ                             |     |
| Митраљез                        |     |
| Број и ознака митраљеза         | 1   |
| Калибар                         | 7,7 |
| Бомбардерско наоружање (бомбе)  |     |
| Ракетно наоружање (ракете)      |     |